# Freeman Wills Crofts
Freeman Wills Crofts (Dublino, 1º giugno 1879 – Worthing, 11 aprile 1957) è stato uno scrittore irlandese ed uno dei Grandi quattro della Golden Age of Detective Fiction, un periodo nel quale tutti gli autori seguono lo stesso stile: il Decalogo di Knox.

## Biografia
Il padre omonimo era un ufficiale medico al servizio della British Army e morì durante una missione all'estero prima della nascita del figlio; la madre, invece, si risposò con un arcidiacono della Chiesa d'Irlanda e si trasferì col figlio a Belfast, dove quest'ultimo iniziò a seguire gli studi scolastici.
Durante il periodo trascorso al college Crofts si dedicò quasi esclusivamente agli studi scientifici, senza manifestare alcun particolare interesse per la letteratura, in seguito si laureò in ingegneria e lavorò presso le Ferrovie Irlandesi. Crofts si sposò nel 1912 con Mary Bellas Canning.
Nel 1919, durante un periodo di assenza al lavoro per malattia, per sottrarsi alla noia iniziò a scrivere un romanzo poliziesco. Con grande sorpresa dell'autore il libro, intitolato The Cask (I tre segugi) fu accettato dall'editore Collins e pubblicato nel 1920; da quel momento in poi Crofts pubblicò quasi un romanzo all'anno contribuendo al periodo d'oro del giallo classico a partire dal 1925, con le avventure del suo detective, l'ispettore Joseph French.

## Romanzi
- I tre segugi (The Cask, 1920)
- Il dramma delle rapide (The Ponson Case, 1921)
- Il morto del tassì (The Pit-Prop Syndicate, 1922)
- La tela del ragno (The Groote Park Murder, 1923)
- Il grande mistero (Inspector French's Greatest Case, 1924)
- Inspector French and the Cheyne Mystery (1926) aka The Cheyne Mystery
- L'incendio nella brughiera / Il mistero di Starvel (Inspector French and the Starvel Tragedy, 1927)
- The Sea Mystery (1928)
- The Box Office Murders (1929) aka The Purple Sickle Murders
- Sir John Magill's Last Journey (1930)
- Intrigo sulla Manica (Mystery in the Channel, 1931)
- Sudden Death (1932)
- Death on the Way (1932) aka Double Death
- Il silenzio delle ombre (The Hog's Back Mystery, 1933)
- Il volo delle 12,30 da Croydon (The 12:30 from Croydon, 1934)
- Mystery on Southampton Water (1934) aka Crime on the Solent
- Crime at Guildford (1935) aka The Crime at Nornes
- The Loss of the "Jane Vosper" (1936)
- Man Overboard! (1936) aka Cold-Blooded Murder
- Found Floating (1937)
- The End of Andrew Harrison (1938) aka The Futile Alibi
- Antidote to Venom (1938)
- Roulette sull'oceano (Fatal Venture, 1939)
- Golden Ashes (1940)
- James Tarrant, Adventurer (1941) aka Circumstantial Evidence
- The Losing Game (1941) aka A Losing Game
- Paura a Chalfont (Fear Comes to Chalfont, 1942)
- The Affair at Little Wokeham (1943) aka Double Tragedy
- Ned's Gay Village (1944)
- Enemy Unseen (1945)
- Death of a Train (1946)
- Silence for the Murderer (1949)
- French Strikes Oil (1951) aka Dark Journey
- Anything to Declare? (1957)